# K21
K21 NIFV (Next Infantry Fighting Vehicle) — бойова машина піхоти Збройних Сил Республіки Корея (англ. Republic of Korea Army), яка повинна доповнити і замінити K200 KIFV. 27 листопада 2009 було виготовлено першу машину із серії з партії у 500 машин із запланованих 900 машин.

## Історія
Агенція розвитку оборони (англ. Agency for Defense Development, ADD) 1999-го дала завдання на розвиток нової машини піхоти. До кінця 2005 компанія Daewoo Heavy Industries & Machinery Ltd (згодом Doosan Infracore Defense Products) збудували три прототипи. Розробка обійшлась у 506 000 000 євро. Презентація К212 відбулась 2007.
29 липня 2010 зразок затонув під час подолання річки. Це був другий випадок і спеціальна комісія прийшла до висновку, що К21 має певні конструктивні недоліки щодо висоти машини і через різницю тиску в машину потрапляє більше води, ніж здатна видалити помпа. Було перероблено конструкцію і у лютому 2011 проведено тестові випробовування, а у квітні відновлено виробництво.

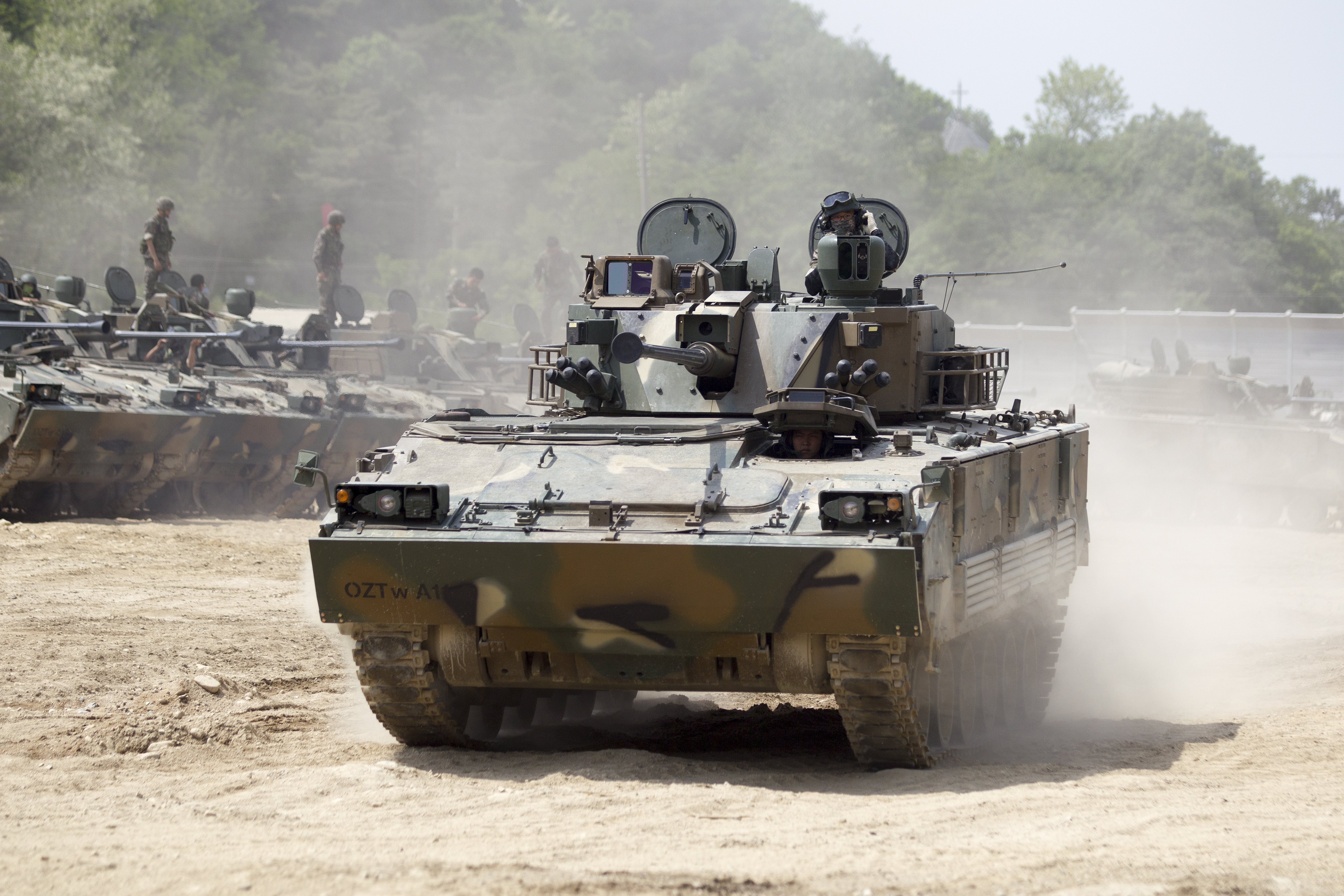
Командирська машина К21. 2014

К21 будували з врахуванням потенційної боротьби із російським БМП-3. Його панцирний захист повинен був витримати обстріл з його гармати, а зброя здатною вразити. Для цього ще 1996–1997 було закуплено 33 BMP-3F і 2005 37 BMP-3M. К21 отримав комбінований панцирний захист KNIFV на основі алюмінієвого сплаву і шарів караміки армованої скловолокном S-2. Лобовий захист витримує обстріл 30-мм набоїв гармати 2А72 БМП-3 чи 50-мм з відстані понад 1000 м, по периметру борти і корма обстріл з 14,5-мм кулеметів чи 25-мм з відстані понад 1000 м, дах уламки 155-мм набоїв на відстані понад 10 м. Початкова швидкість APFSDS-набою 1005 м/сек і він здатний пробивати 160—220 мм захист. Це дозволяє вражати БМП класу БМП-3. ПТКР Spike здатна пробивати 700-мм захист. Електронна система захисту модифікації K21 PIP протидіє ворожим ПТКР. Samsung Thales розробила систему прицілів з тепловізором і лазерним далекоміром, що дозволяє виявити цілі наземні і повітряні цілі за 6000 м та ідентифікувати за 3000 м. Нею можуть користуватись навідник і командир. Зовні розташовані відеокамери, що дозволяють передавати на внутрішній монітор зображення.
К21 призначений для взаємодії з корейським перспективним танком K2 Чорна Пантера. На шасі К21 розробили прототип середнього танку з баштою Cockerill і 105-мм гарматою Cockerill 105HP або 120-мм гарматою Cockerill 120HP. Було продано 22 К21 до Індонезії за 70 000 000 доларів (3 180 000 за одиницю). Розглядалось питання постачання К21 до Туреччини, де використовуються корейські танки.